# Czółenko
Czółenko tkackie – element krosna tkackiego, mechanicznie nie połączony z pozostałymi mechanizmami, będący przenośnikiem i „magazynem” wątku. Swą nazwę zawdzięcza temu, że kształtem przypomina czółno (łódkę). Wątek zmagazynowany jest w bezcewkowym nawoju lub na specjalnej tekturowej, drewnianej albo plastikowej cewce i umieszczony wewnątrz czółenka. W zależności od numeru (grubości) przędzy, jest to kilkanaście lub kilkaset metrów nitki. Koniec nitki wątku wyprowadzony jest na zewnątrz czółenka przez oczko w krosnach mechanicznych, lub przewlekacz w krosnach automatycznych. Czółenko jest przerzucane z jednej strony przesmyku na drugą przez mechanizm przerzutowy lub ręcznie na krosnach ręcznych. W czasie przelotu przez przesmyk, odwijający się z nawoju wewnątrz czółenka wątek, jest układany między nitkami osnowy, tworząc w ten sposób elementy tkaniny.
Czółenko jest także częścią czółenkowej maszyny do szycia. Jego konstrukcja jest dość podobna, ale ma znacznie mniejsze wymiary, wykonane jest w całości ze stali i związane jest konstrukcyjnie z mechanizmem maszyny.
Prymitywnego czółenka, w postaci listwy z odpowiednio wyżłobionymi końcami, używa się również do wiązania i naprawy sieci rybackich.

## Podział czółenek

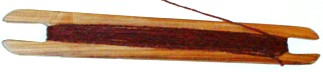
Czółenko do tkania ręcznego

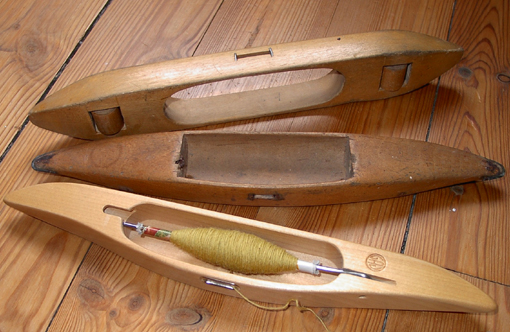
Różne czółenka do krosien ręcznych

Czółenka tkackie, w zależności od przeznaczenia, dzielą się na:
- proste, prymitywne czółenka stosowane do tkania ręcznego. Jest to najczęściej drewniana listwa z wyciętymi na obu końcach otworami, umożliwiającymi nawinięcie pewnej ilości przędzy wątkowej. Czółenko wprowadzane jest do przesmyku ręcznie.
- do krosien ręcznych, mające już typową budowę, ale ze względu na sposób wprowadzania wyposażone w dolnej części (dno czółenka), w rolki. Rolki te ułatwiają przerzucanie czółenka przez przesmyk. Czółenko wprowadza się do przesmyku ręcznie, więc nie posiada stalowych grotów
- do krosien mechanicznych. Ze względu na sposób wprowadzania do przesmyku ten rodzaj czółenek wyposażono w stalowe groty. Groty te przejmują na siebie duże siły powstające w momencie wyrzutu i hamowania czółenka
- do krosien automatycznych. Czółenka te wyposażone są w specjalne uchwyty dla cewek wątkowych umożliwiające automatyczne załadowanie nowej cewki bez zatrzymywania czy zwalniania pracy krosna. Dodatkowym elementem jest przewlekacz, który umożliwia automatyczne wyprowadzenie nitki wątku na zewnątrz czółenka bez zwalniania pracy krosna
- do krosien specjalnych
  - czółenka do krosien kortowych (wełniarskich). Duże, ciężkie czółenka, ze względu na duże szerokości produkowanych tkanin, narażone na działanie znacznych sił są dodatkowo wzmocnione stalową listwą na przedniej ściance
  - czółenka do krosien tasiemkarskich. Małe czółenka wyposażone w elementy umożliwiające napęd. Czółenko w tych krosnach, w przeciwieństwie do pozostałych, jest związane z elementami napędu, jego ruch w przesmyku jest wymuszony
  - czółenka do krosien okrągłych
  - czółenka do krosien jedwabniczych

Ze względu na sposób zamocowania nawoju wątkowego wewnątrz czółenka dzielą się na:
- czółenka korytkowe dla nawojów bezcewkowych tzw. wężówek
- czółenka piórowe
- czółenka do krosien automatycznych

## Budowa

Widok czółenka do krosna automatycznego i cewki wątkowej

- Elementy czółenka korytkowego do krosien z ręczną wymianą wątku dla nawojów bezcewkowych – wężówek
  1. korpus – drewniany, wyżłobiony wewnątrz, zakończony z obu stron grotami z utwardzonej stali. Elementy korpusu to: ścianka przednia, ścianka tylna i dno czółenka. Wzdłuż przedniej ścianki, na zewnętrznej jej powierzchni, wyżłobiony jest rowek dla nitki wątku. Zewnętrzne powierzchnie ścianek i dna, oklejone są fibrą. Wewnętrzne powierzchnie ścianek i dna, mocno karbowane, zapobiegają przesuwaniu się nawoju. Ze względu na kształt nazywane czółenkiem korytkowym.
  2. pokrywa – utwardzona, sprężysta stal. Zamyka nawój wewnątrz czółna.
  3. zaczep pokrywy – zapadka stalowa. Utrzymuje pokrywę w stanie zamkniętym.
  4. oczko – tulejka porcelanowa lub korundowa, wklejona w przednią ściankę, w pobliżu jednego z końców czółenka. Wyprowadza wątek na zewnątrz czółenka.
  5. hamulec – urządzenie naprężające wątek.
- Elementy czółenka piórowego
  1. korpus – drewniany, wyżłobiony wewnątrz, zakończony z obu stron grotami z utwardzonej stali. W dnie czółenka wycięty jest otwór. W korpusie znajduje się zawiasowo zamontowane pióro służące do zamocowania cewki wątkowej
  2. pióro – stożkowy pręt o długości kilkunastu centymetrów wyposażony w sprężystą listwę, która uniemożliwia zsuwanie się cewki. Pióro jest dodatkowo wyposażone w zatrzask blokujący go w pozycji roboczej. Zatrzask umożliwia odchylenie pióra do pozycji pionowej podczas wymiany cewki
  3. oczko.
- Elementy czółenka do krosien z automatyczną wymianą wątku (automatycznych)
  1. korpus – drewniany, zakończony z obu stron grotami z utwardzonej stali. Korpusy wykonywane są z utwardzonego drewna (lignoston) lub specjalnej mocnej, prasowanej sklejki (lignofol). W celu zmniejszenia masy, czółenka wykonywane są często, z utwardzonego drewna balsy. Elementy korpusu to: ścianka przednia i ścianka tylna. Wzdłuż przedniej ścianki, na zewnętrznej jej powierzchni, wyżłobiony jest rowek dla nitki wątku. To czółenko nie posiada dna.
  2. uchwyt cewki – dwie szczęki wykonane ze sprężystej stali
  3. przewlekacz – urządzenie, które wyprowadza wątek na zewnątrz czółenka. Jego zadaniem jest też samoczynne przewleczenie nitki do oczka, po załadowaniu przez automat do wymiany cewek nowego nawoju wątkowego.

## Wymagania stawiane czółenkom
Czółenko powinno się charakteryzować niewielką masą, dużą wytrzymałością na ścieranie i dużą gładkością powierzchni. Ponieważ w czasie pracy czółenko ma kontakt z osnową (przesuwa się po warstwie nitek osnowy), nawet drobne zadrapania czy nierówności mogą powodować zrywanie się nitek osnowy, a tym samym obniżenie jakości tkaniny i zmniejszenie wydajności. Ze względu na powyższe wymagania i bardzo trudne warunki pracy czółenka muszą być wykonywane ze specjalnie dobranego drewna (np. drzewo żelazne), które musi wykazywać zdolność do samopolerowania się i dużą odporność na:
- ścieranie
- pękanie
- zmęczenie
- ściskanie
- zginanie

## Wymiary czółenek
W zależności od zastosowania, wymiary czółenek są zróżnicowane i wynoszą najczęściej około:
- dł. – 250 do 400 mm,
- szer. – 40 do 70 mm,
- wys. – 40 do 50 mm.

Ze względu na dużą różnorodność typów i konstrukcji, w praktyce wymiary czółenek mogą dość znacznie odbiegać od podanych wartości.